# Спицевка (станция)
Спи́цевка — железнодорожная станция Северо-Кавказской железной дороги, расположена в Грачёвке Ставропольского края, Россия.

## История
Станция построена в 1916 году в рамках строительства Армавир-Туапсинской железной дороги железнодорожной ветки Петровское село — Винодельное.